# HC Klein Zwitserland

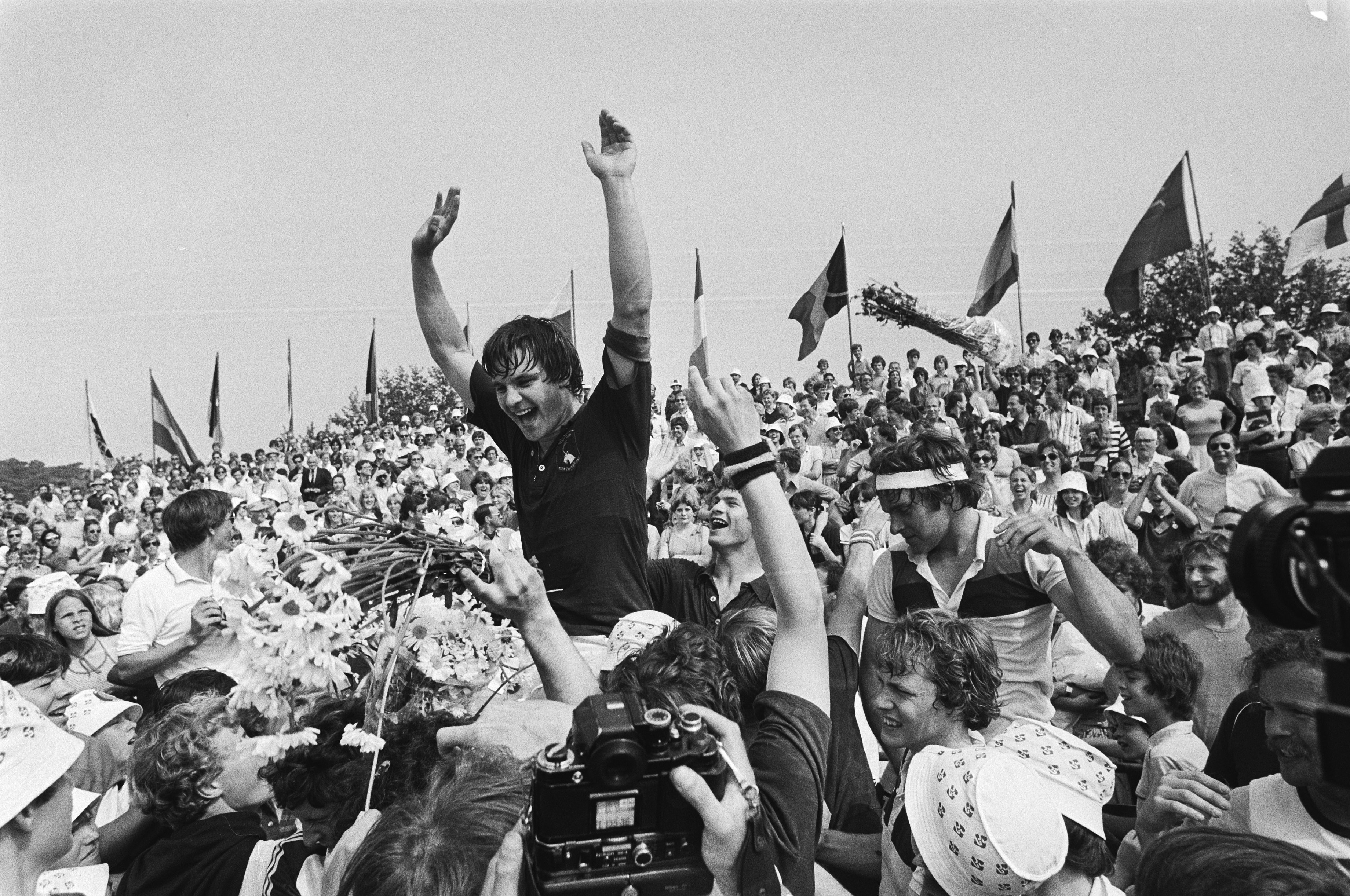
Gewinn des Europapokals 1979

 Der HC Klein Zwitserland ist ein Hockeyclub aus Den Haag in den Niederlanden, der am 20. September 1908 gegründet wurde. Mit 1.591 Mitgliedern ist Klein Zwitserland der zehntgrößte Hockeyverein des Landes.  Den heutigen Namen trägt der Club seit 1974. Damals fusionierten Haagsche Hockey en IJshockeyclub (HHIJC) und Tot Ons Genoegen Opgericht (TOGO).
| Europapokalbilanz Herren Feld |                    |        |       |             |
| Jahr                          | Wettbewerb         | Niveau | Platz | Ort         |
| 1978                          | Club Champions Cup | 1      | 4     | Barcelona   |
| 1979                          | Club Champions Cup | 1      | 1     | Den Haag    |
| 1980                          | Club Champions Cup | 1      | 2     | Barcelona   |
| 1981                          | Club Champions Cup | 1      | 1     | Brüssel     |
| 1982                          | Club Champions Cup | 1      | 2     | Versailles  |
| 1983                          | Club Champions Cup | 1      | 2     | Den Haag    |
| 1984                          | Club Champions Cup | 1      | 4     | Terrassa    |
| 1985                          | Club Champions Cup | 1      | 2     | Frankenthal |

Die 1. Herren vom HC Klein Zwitserland dominierten die niederländische Nationalliga, die Hoofdklasse in den späten 1970er und frühen 1980er Jahren mit acht Titeln zwischen 1977 und 1984 in Folge. International gewann Klein Zwitzerland 1979 und 1981 den EuroHockey Club Champions Cup. Seitdem erreichte das Team keinen Meistertitel mehr. In der Saison 2006–2007 rutschte Klein Zwitzerland auf einen Relegationsplatz ab, nachdem in den beiden vorangegangenen Spielzeiten mit dem 5. Platz die Play-offs nur knapp verpasst wurden. Nach drei dramatischen Duellen um den Ligaverbleib gegen den MMHC Voordaan, musste der Club zum ersten Mal in die zweitklassige Overgangsklasse absteigen, stieg aber in der Saison 2007/2008 sofort wieder auf, konnte dann aber die Klasse wieder nicht halten und spielt seit 2010 in der Overgangsklasse.
Die 1. Damen kehrten 2001 in die Hoofdklasse zurück, platzierten sich in der Saison 2006–2007 auf dem 4. Platz und erreichten so das Play-off-Halbfinale gegen den HC ’s-Hertogenbosch, das glatt in zwei Spielen (0:1, 0:4) verloren ging. 2012 folgte dann der Gang in die zweite Liga. Das Clubgelände am Klatteweg in Den Haag verfügt über zwei wassergesprengte und drei sandverfüllte Kunstrasenplätze.

## Erfolge
- EuroHockey Club Champions Cup: 1979, 1981
- Niederländischer Feldhockeymeister der Herren: 1977, 1978, 1979, 1980, 1981, 1982, 1983, 1984
- Niederländischer Hallenhockeymeister der Herren: 1975, 1983